# Botryosphaeria eucalyptorum
Botryosphaeria eucalyptorum är en svampart som beskrevs av Crous, H. Sm. ter & M.J. Wingf. 2001. Botryosphaeria eucalyptorum ingår i släktet Botryosphaeria och familjen Botryosphaeriaceae.   Inga underarter finns listade i Catalogue of Life.